# بيوند كورب
بيوند كورب ( بالإنجليزية : BeyondCorp) هو إطار أمان، وُضع من قبل شركة جوجل، يطبق مفاهيم أمان الحاسوب بدون ثقة مما يؤدي إلى إنشاء شبكة خالية من الثقة. تم إنشاؤه ردًا على عملية القرصنة الشهيرة أرُّورا (Aurora) الشديدة التعقيد والتي حدثت في سنة 2009 مما دفع بجوجل إلى إطلاق مبادرة داخلية لإعادة تخيل هندسة بنيتها الأمنية فيما يتعلق بكيفية وصول الموظفين والأجهزة، من حواسيب وغيرها، إلى التطبيقات الداخلية.
ينقل هذا المفهوم عناصر التحكم في الوصول من المحيط إلى الأجهزة الفردية والمستخدمين داخل المحيط. النتيجة النهائية لتطبيق إطار بيوند كورب للأمان يمكِّن الموظفين من العمل بأمان من أي مكان دون الحاجة إلى شبكة افتراضية خاصة تقليدية (VPN).  إذ يتم نشر جميع التطبيقات على الإنترنت العام، ويمكن الوصول إليها من خلال سير عمل التفويض والمصادقة المتمحورة حول المستخدم والجهاز المستعمل كالحواسيب أو الهواتف الذكية وغيرها.
ساعدت هذه المبادئ التوجيهية التي حددتها جوجل في تمهيد الطريق للمؤسسات الأخرى لإنشاء شبكات ذات الثقة الصفرية.